# Dix plaies d'Égypte

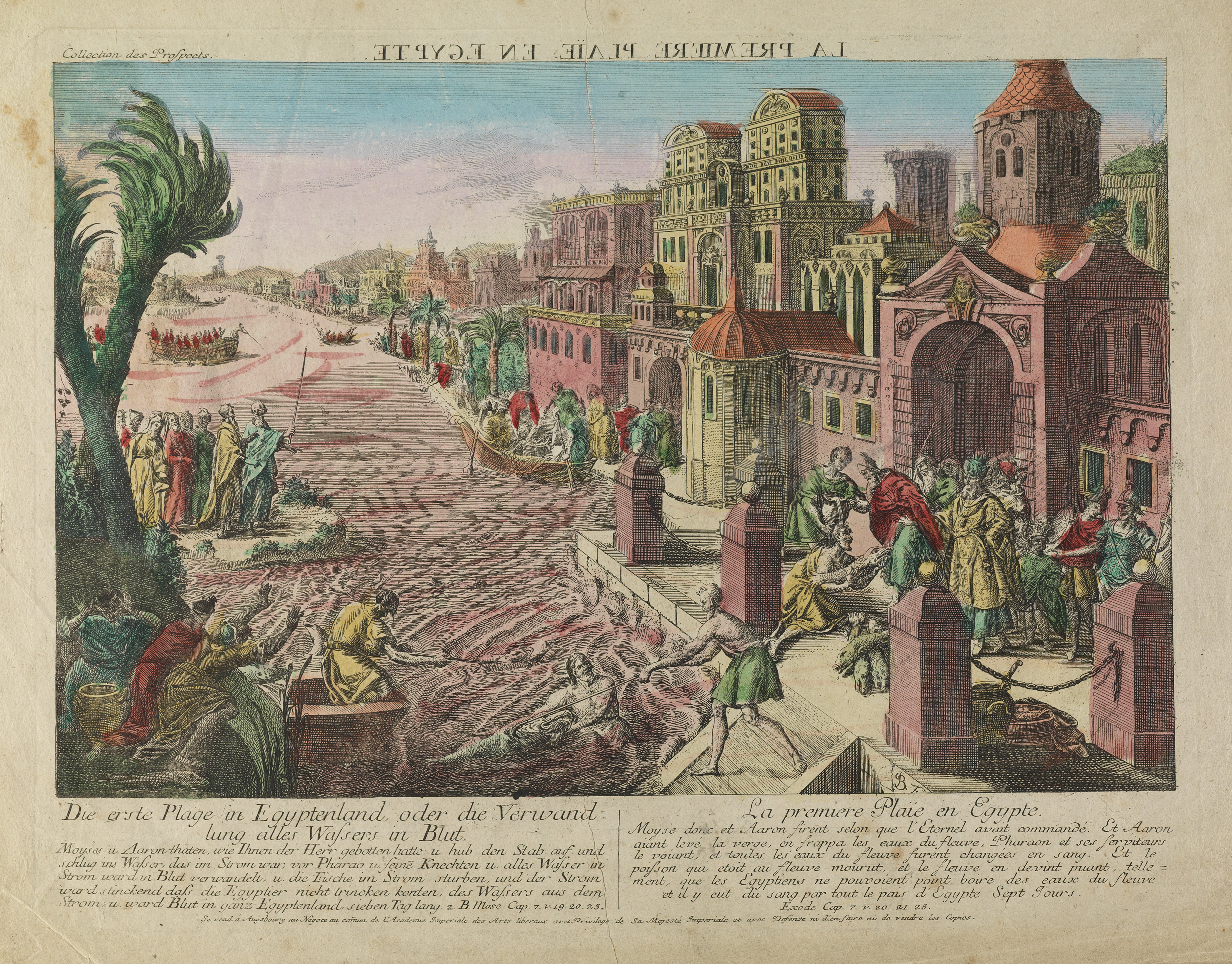
La Première Plaie en Égypte : les eaux changées en sang, gravure colorée de 1779.

Les dix plaies d'Égypte sont les dix châtiments que, selon le Livre de l'Exode, Dieu inflige à l'Égypte lorsqu’il exige que Pharaon laisse partir les Hébreux qu'il maintenait en captivité.

## Résumé
1. L'eau du fleuve se transforme en sang (דָּם dām) pendant sept jours.
2. Des grenouilles (צְפַרְדֵּעִים tsefardae'im) pullulent dans le pays.
3. Des moustiques (כִּנִּים kinnim) infestent l'homme et le bétail.
4. Des taons (עָרֹב 'ārov) envahissent les maisons.
5. La peste (דֶּבֶר dever) anéantit chevaux, ânes, chameaux, bovins et moutons.
6. Des ulcères (שְׁחִין אֲבַעְבֻּעֹת פֹּרֵחַ shahin avatsebu'ot porēaḥ) affligent l'homme et le bétail.
7. La grêle (בָּרָד bārād) tue l'homme et le bétail, détruit les récoltes et les arbres.
8. Des nuées (אַרְבֶּה arbêh) de sauterelles couvrent le pays et dévorent toutes les plantes.
9. Les ténèbres (חֹשֶׁךְ hoshekh) durent trois jours.
10. La mort s'abat sur tous les premiers-nés (מֵת כָל־בְּכוֹר mēt kōl-bekhōr) de l'homme et du bétail.

## Texte biblique

### 1. Les eaux du fleuve changées en sang

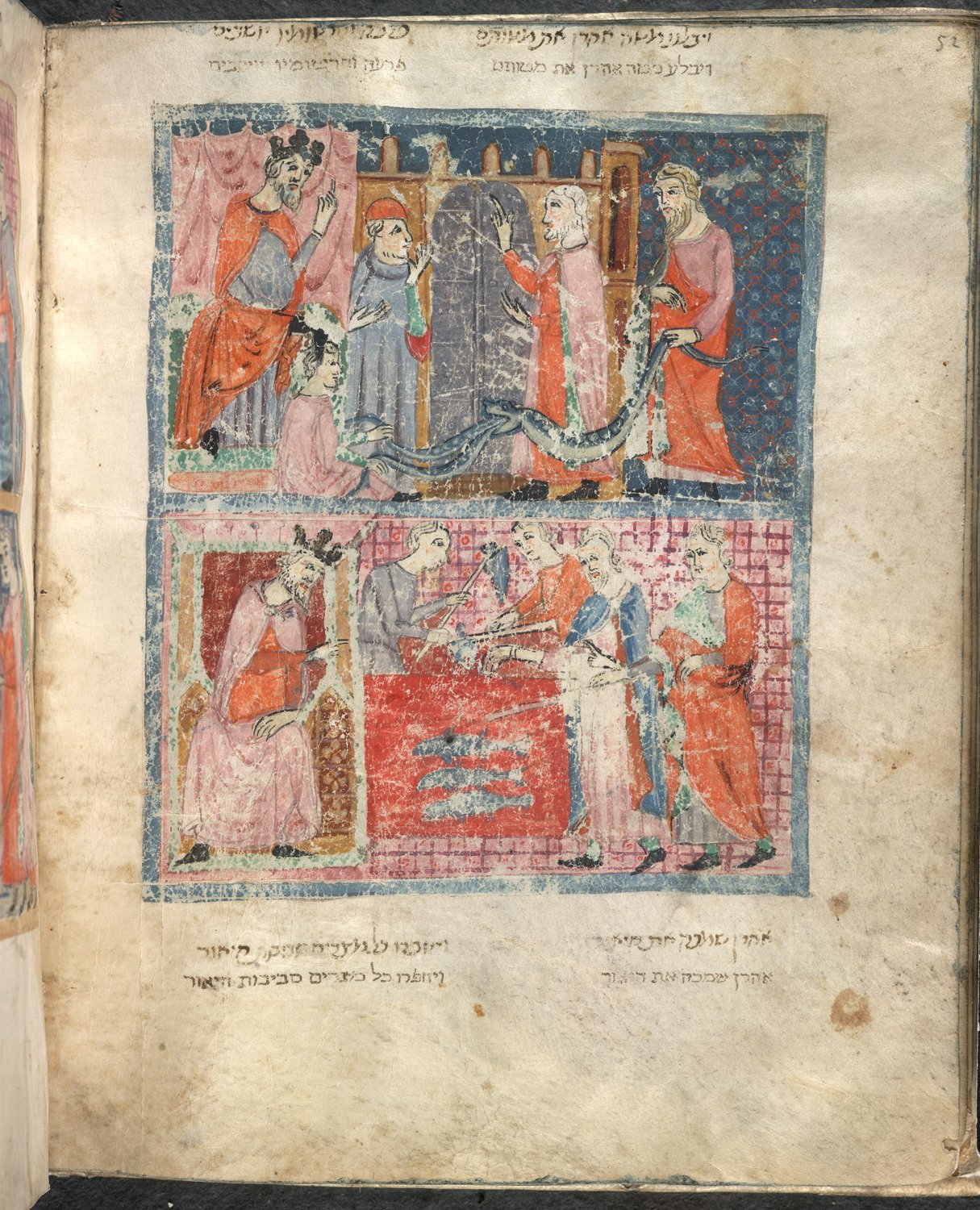
Les Eaux du fleuve changées en sang, Aggada de Pessah (Sister Haggadah), XIVe siècle.

« [...] et toutes les eaux du fleuve furent changées en sang. [...] le fleuve se corrompit, les Égyptiens ne pouvaient plus boire l’eau du fleuve [...] »

— Exode 7:14-25

« Il changea leurs fleuves en sang, Et ils ne purent en boire les eaux. »

— Psaumes 78:44

« Il changea leurs eaux en sang, Et fit périr leurs poissons. »

— Psaumes 105:29

### 2. Les grenouilles

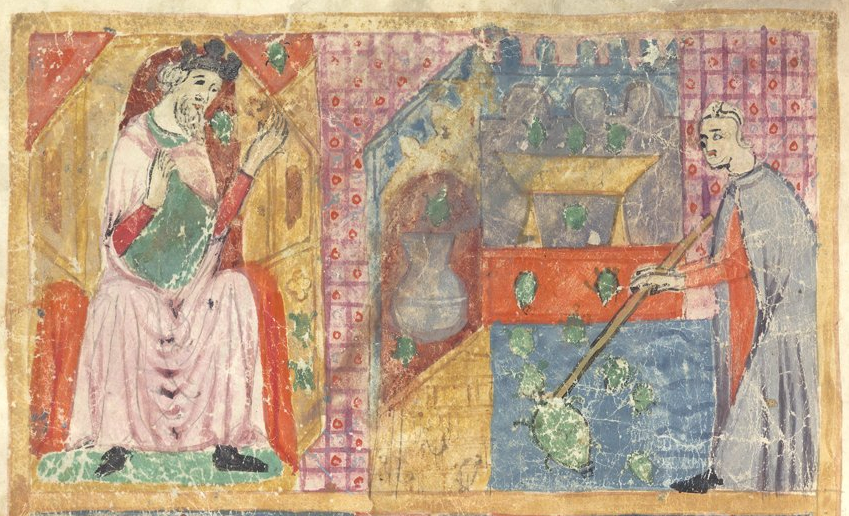
La plaie des grenouilles, Sister Haggadah, XIVe siècle.

« [...] les grenouilles montèrent et couvrirent le pays d’Égypte. [...] »

— Exode 8:1-25

« [...] Et des grenouilles qui les détruisirent. »

— Psaumes 78:45

« Le pays fourmilla de grenouilles, Jusque dans les chambres de leurs rois. »

— Psaumes 105:30

### 3. Les moustiques (ou les poux)

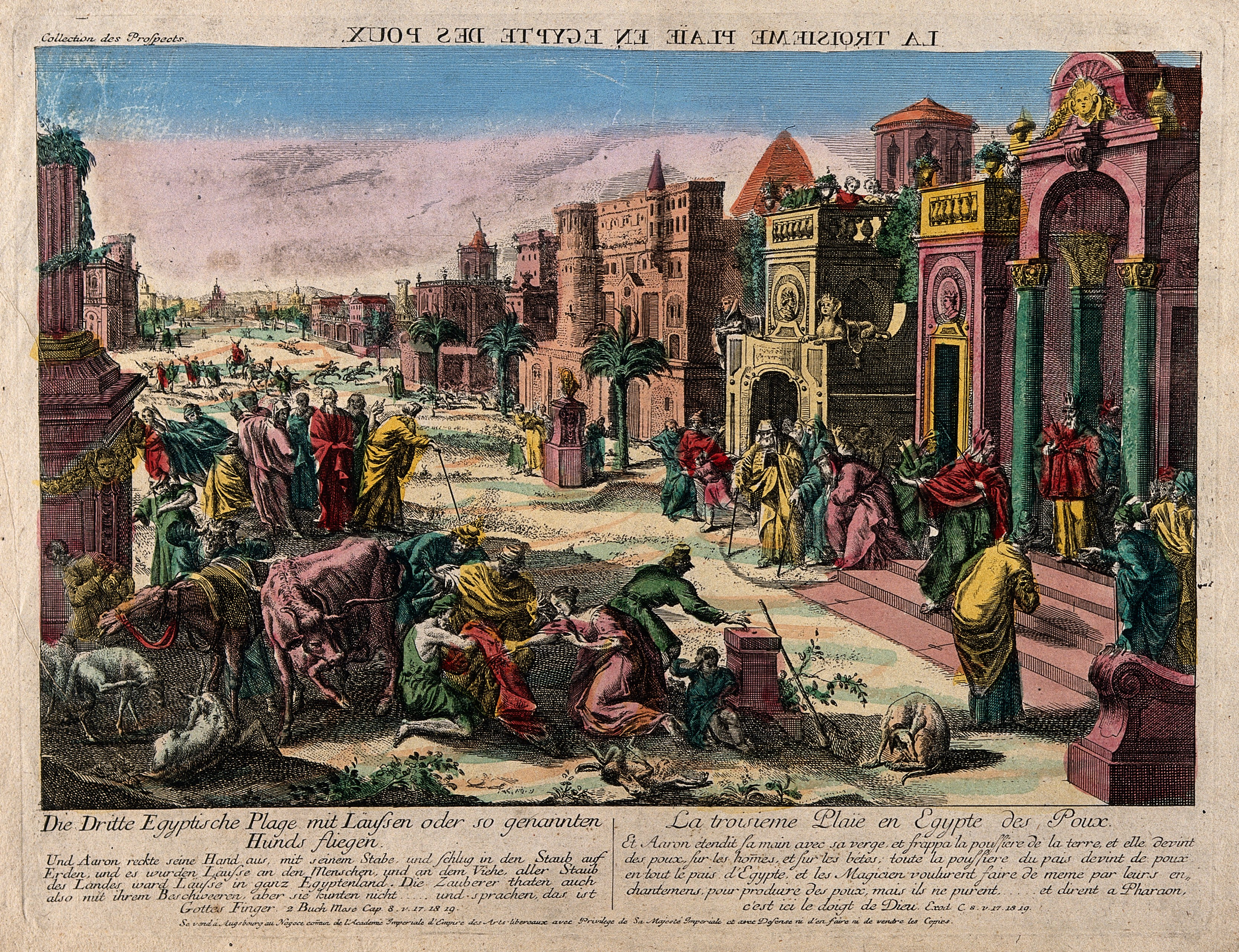
La troisième plaie en Egypte des poux, 1755.

« [...] Toute la poussière de la terre fut changée en poux, dans tout le pays d’Égypte. [...] »

— Exode 8:16-19

« [...] Les poux sur tout leur territoire. »

— Psaumes 105:31

### 4. Les mouches (ou les taons, voire les bêtes sauvages)

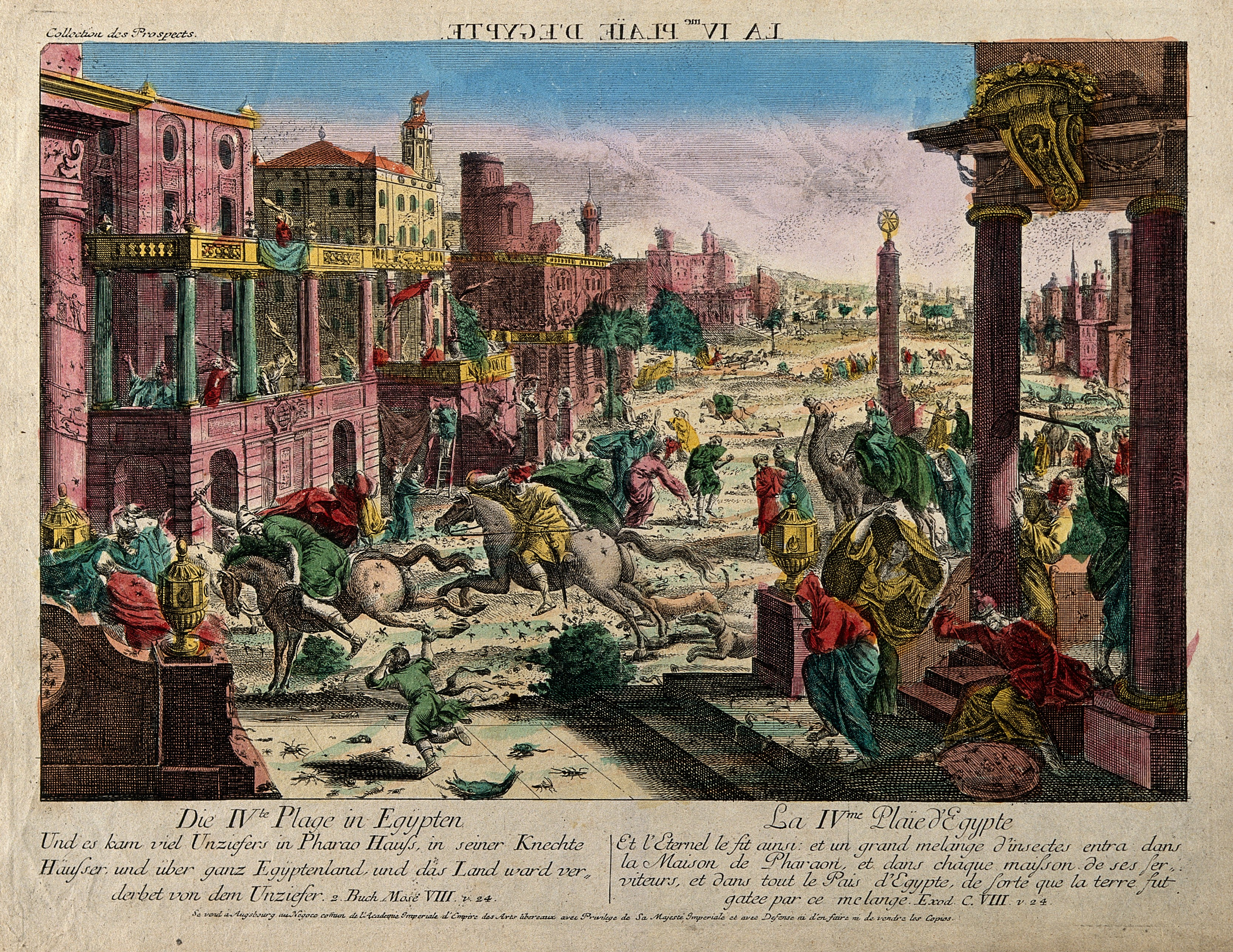
La Quatrième Plaie d'Égypte, gravure colorée du XVIIIe siècle.

« [...] et tout le pays d’Égypte fut dévasté par les mouches. [...] »

— Exode 8:20-31

« Il envoya contre eux des mouches venimeuses qui les dévorèrent [...] »

— Psaumes 78:45

« Il dit, et parurent les mouches venimeuses [...] »

— Psaumes 105:31

### 5. La mort des troupeaux

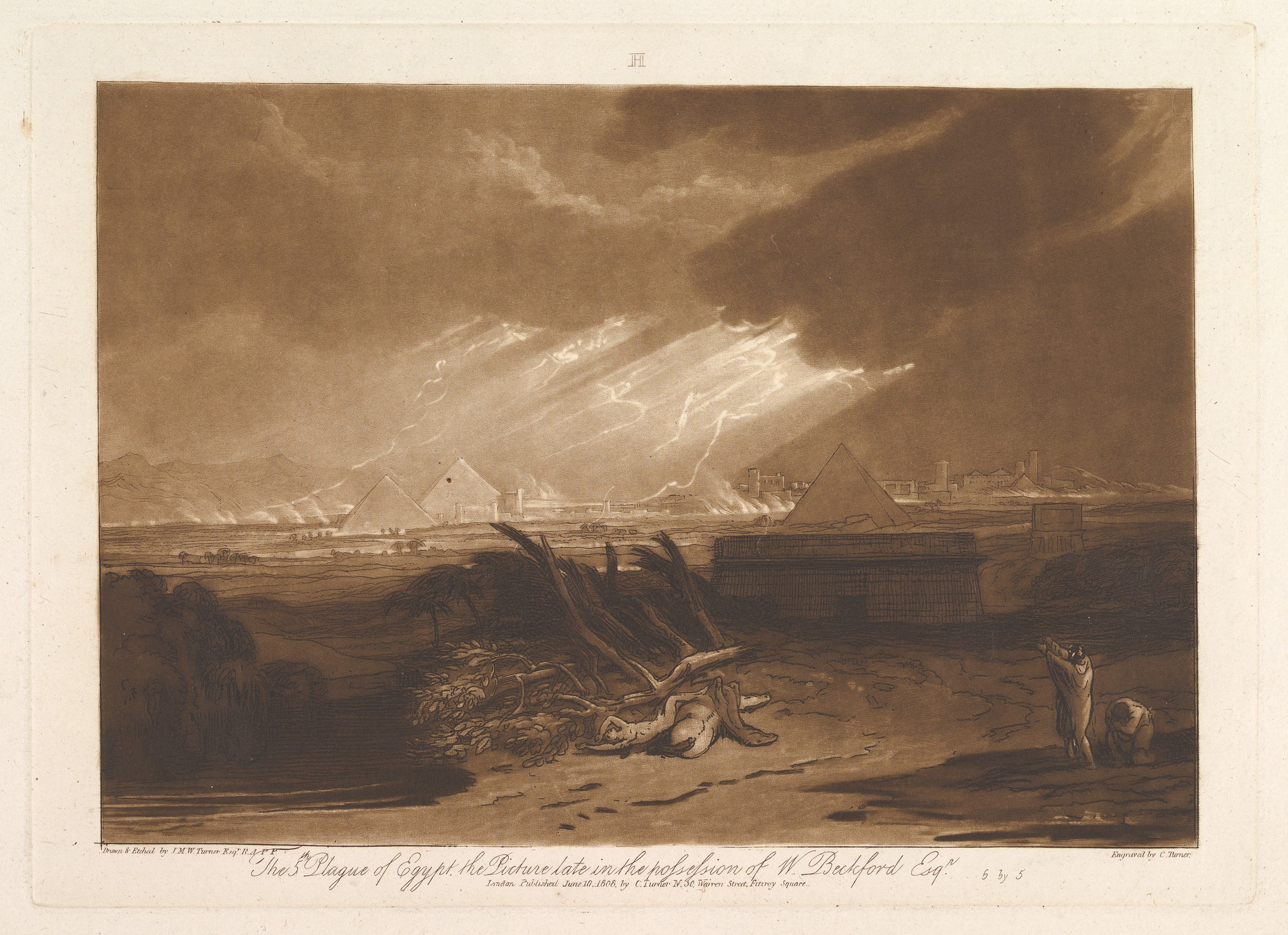
La Cinquième Plaie d'Égypte, estampe de Joseph et Charles Turner, Liber Studiorum, 1808.

« [...] Tous les troupeaux des Égyptiens périrent [...] »

— Exode 9:1-7

« Il abandonna leur bétail à la grêle, Et leurs troupeaux au feu du ciel. »

— Psaumes 78:48

### 6. Les furoncles

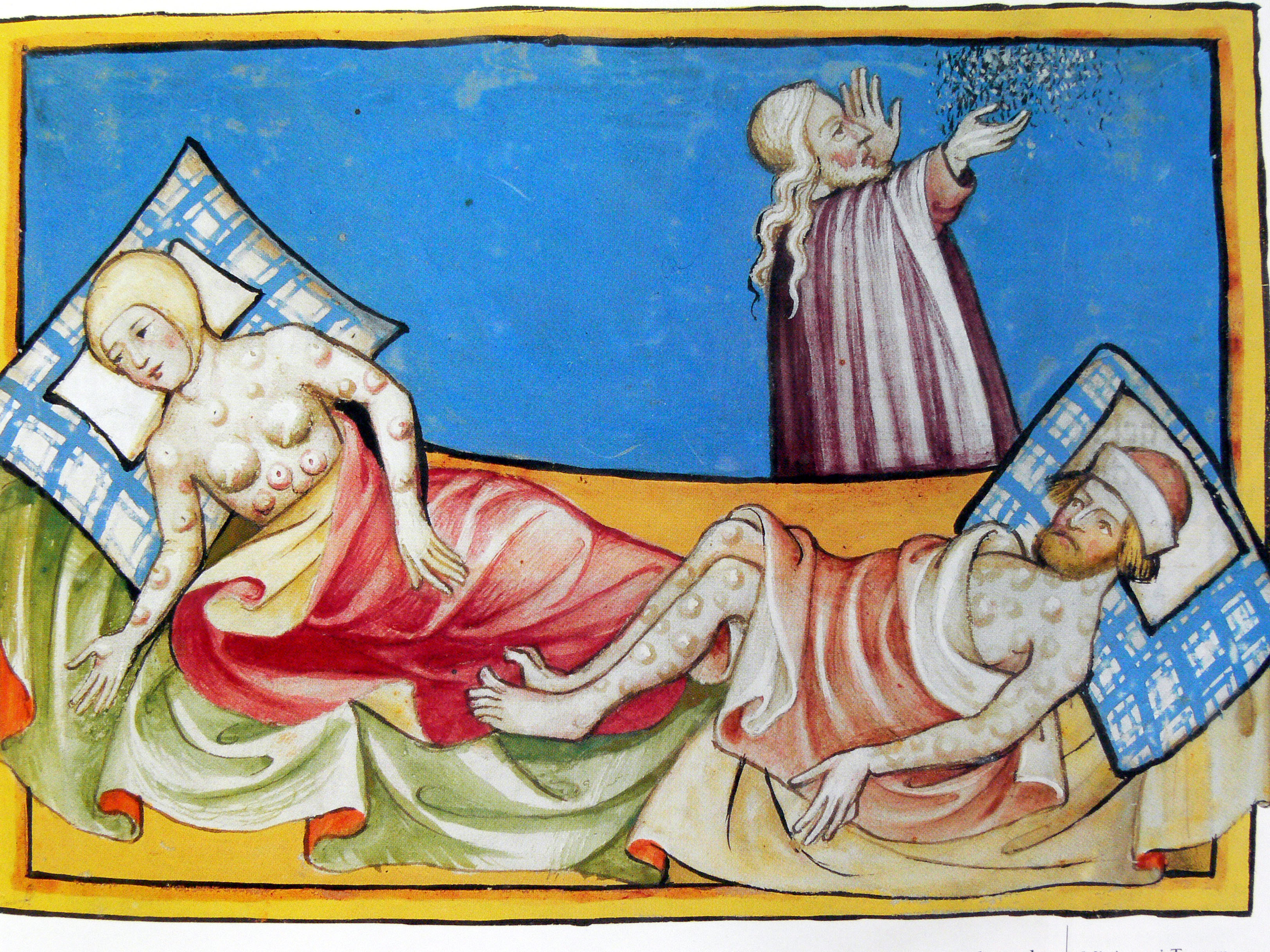
Plaie des furoncles, Toggenburg Bible (Suisse), 1411.

« [...] Ils prirent de la cendre de fournaise, et se présentèrent devant Pharaon ; Moïse la jeta vers le ciel, et elle produisit sur les hommes et sur les animaux des ulcères formés par une éruption de pustules. [...] »

— Exode 9, : 8-12

### 7. La grêle

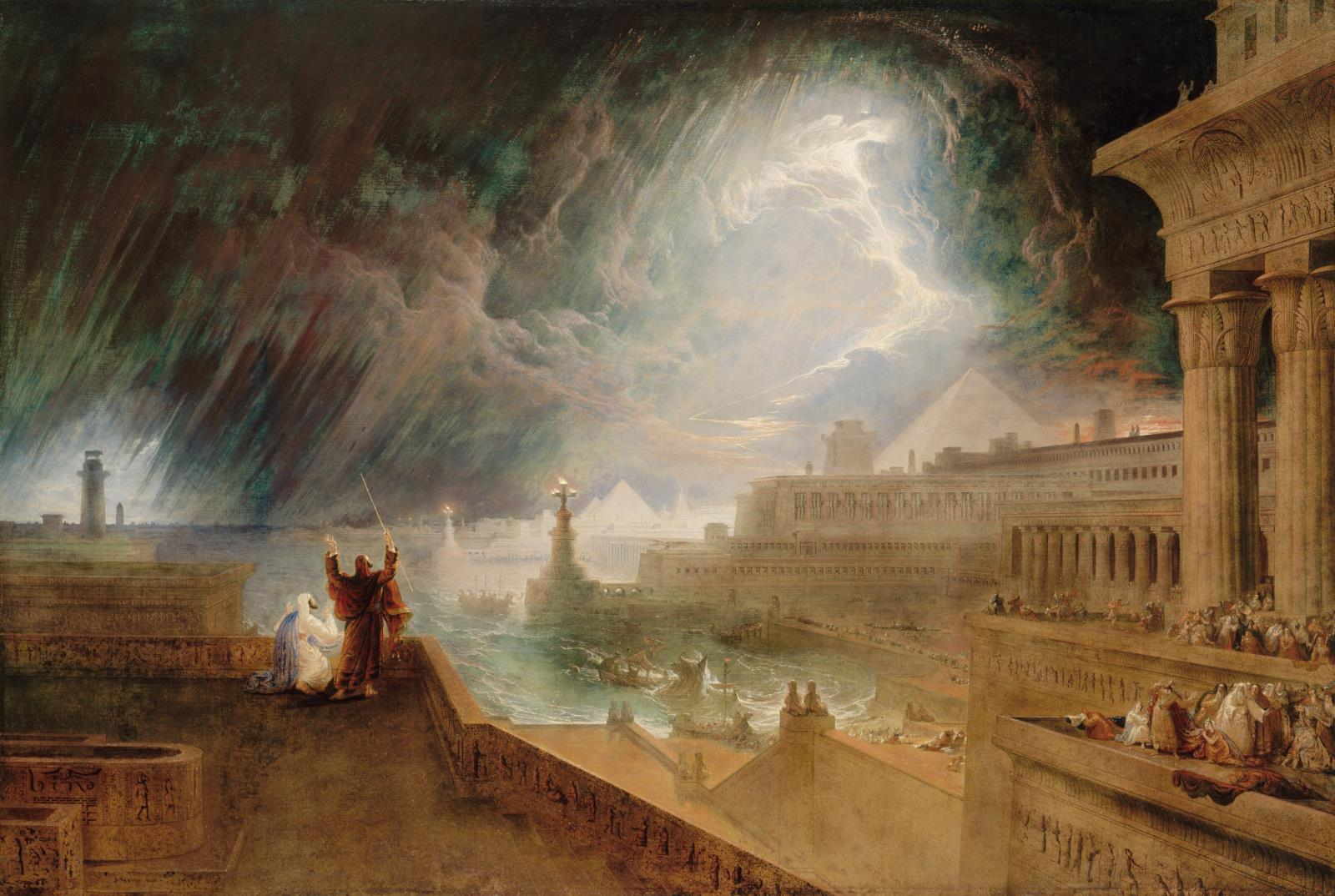
La Septième Plaie : la grêle, John Martin, 1823.

« [...] L’Éternel fit pleuvoir de la grêle sur le pays d’Égypte. »

— Exode 9:13-35

« Il fit périr leurs vignes par la grêle, Et leurs sycomores par la gelée. »

— Psaumes 78:47

« Il leur donna pour pluie de la grêle, Des flammes de feu dans leur pays. Il frappa leurs vignes et leurs figuiers, Et brisa les arbres de leur contrée. »

— Psaumes 105:32-33

### 8. Les sauterelles

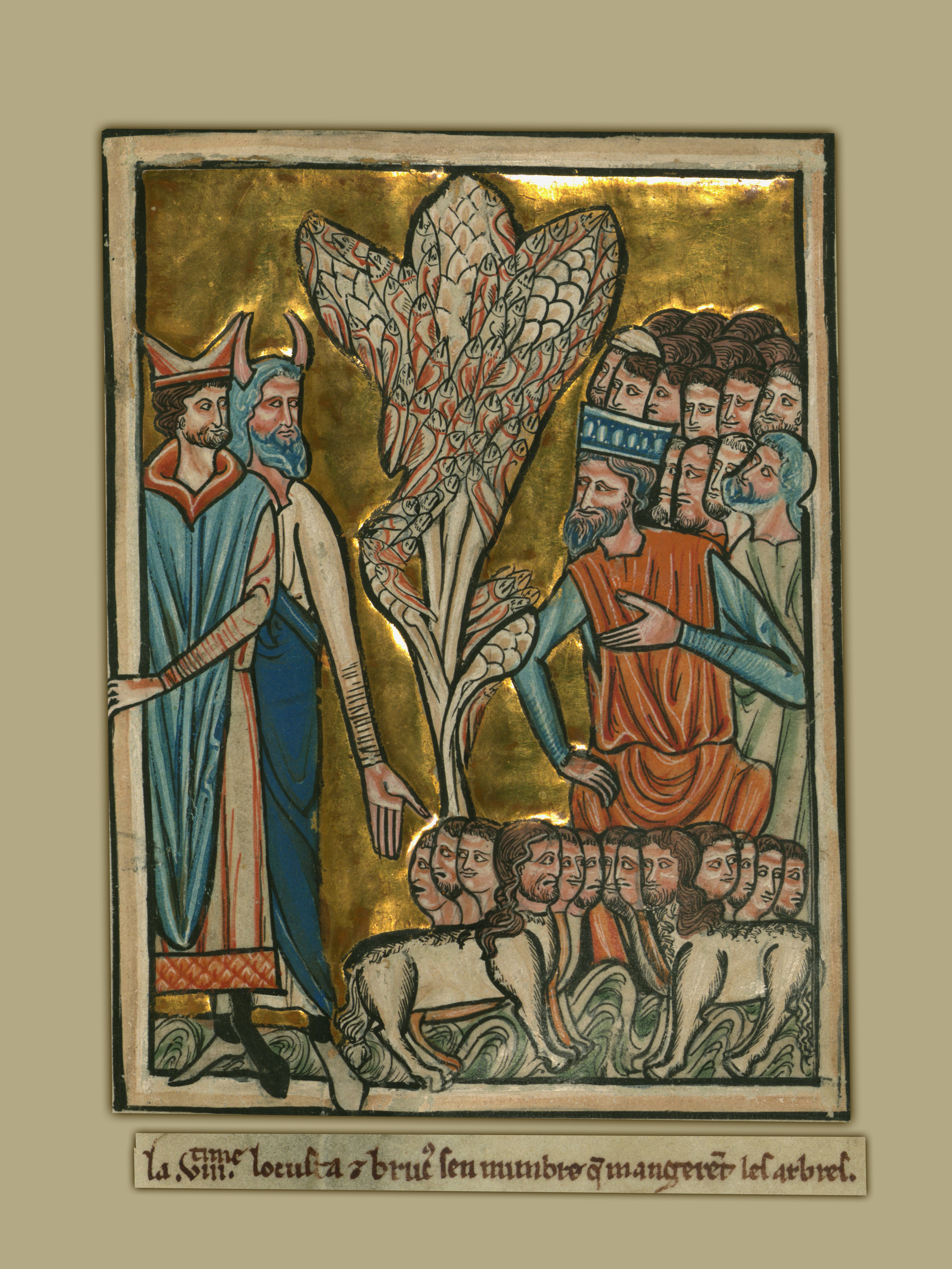
La Plaie des sauterelles, enluminure de William de Brailes, v. 1250.

« [...] Elles couvrirent la surface de toute la terre, et la terre fut dans l’obscurité ; elles dévorèrent toute l’herbe de la terre et tout le fruit des arbres, tout ce que la grêle avait laissé ; et il ne resta aucune verdure aux arbres ni à l’herbe des champs, dans tout le pays d’Égypte. [...] »

— Exode 10:13-14,19

« Il livra leurs récoltes aux sauterelles, Le produit de leur travail aux sauterelles. »

— Psaumes 78:46

« Il dit, et parurent les sauterelles, des sauterelles sans nombre, qui dévorèrent toute l'herbe du pays, qui dévorèrent les fruits de leurs champs. »

— Psaumes 105:34-35

### 9. Les ténèbres

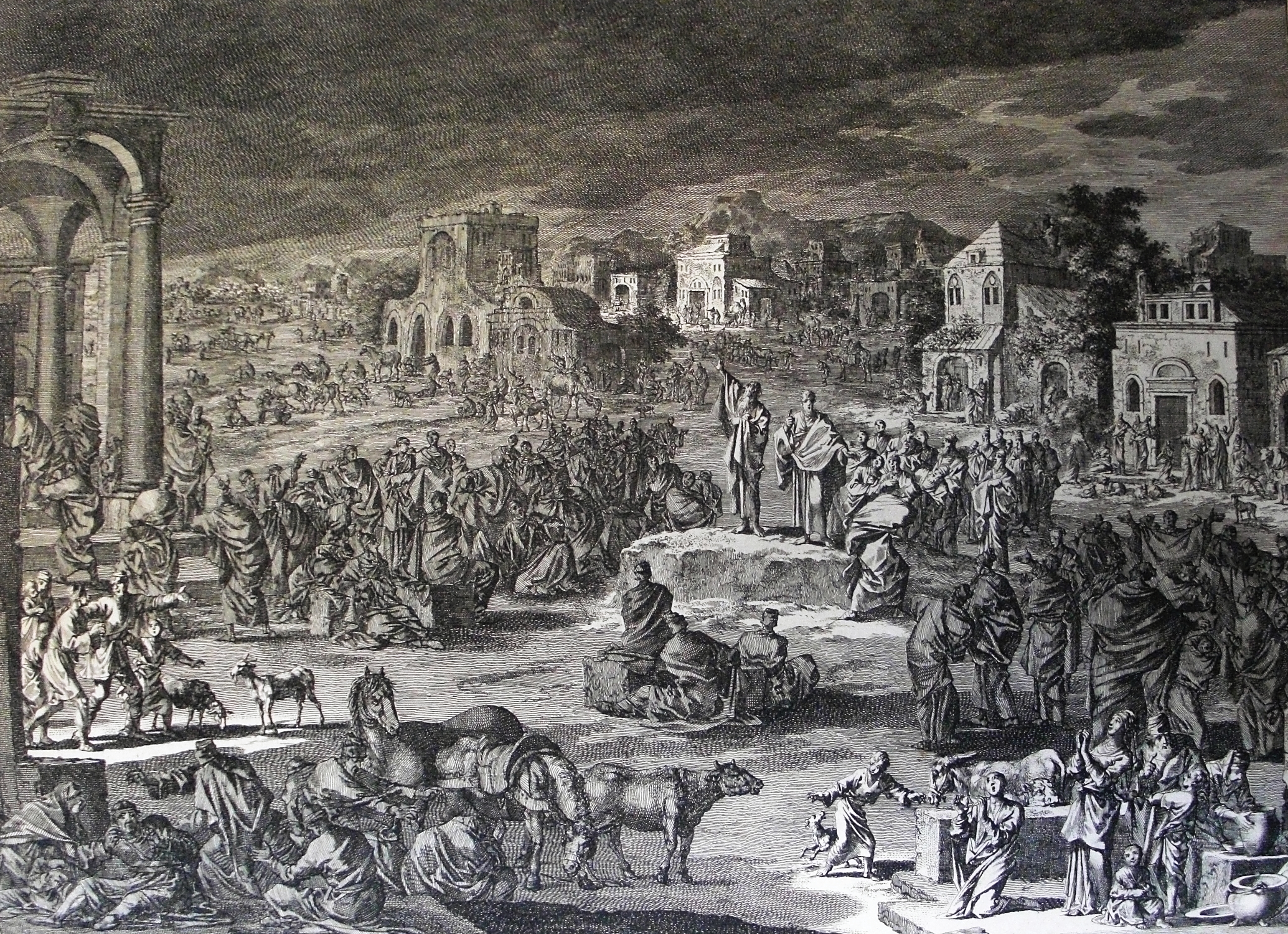
La Neuvième Plaie d'Égypte, gravure de la Bible de Mortier (1700), coll. Phillip Medhurst.

« [...] il y eut d’épaisses ténèbres dans tout le pays d’Égypte, pendant trois jours. [...] »

— Exode 10:21-29

« Il envoya des ténèbres et amena l'obscurité, Et ils ne furent pas rebelles à sa parole. »

— Psaumes 105:28

### 10. La mort des premiers-nés

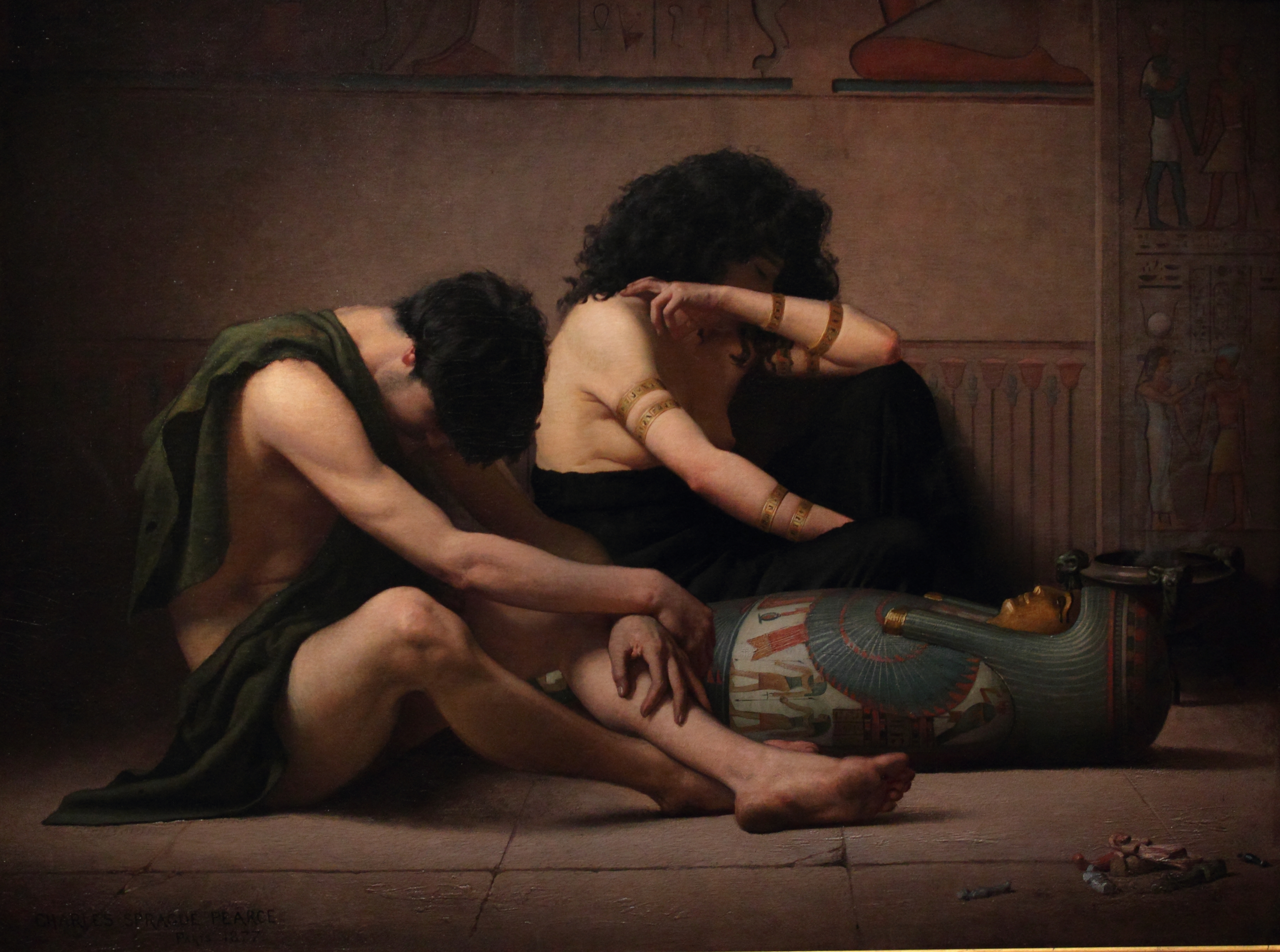
Lamentations sur la mort des premiers-nés, Charles Sprague Pearce (1877), Smithsonian American Art Museum.

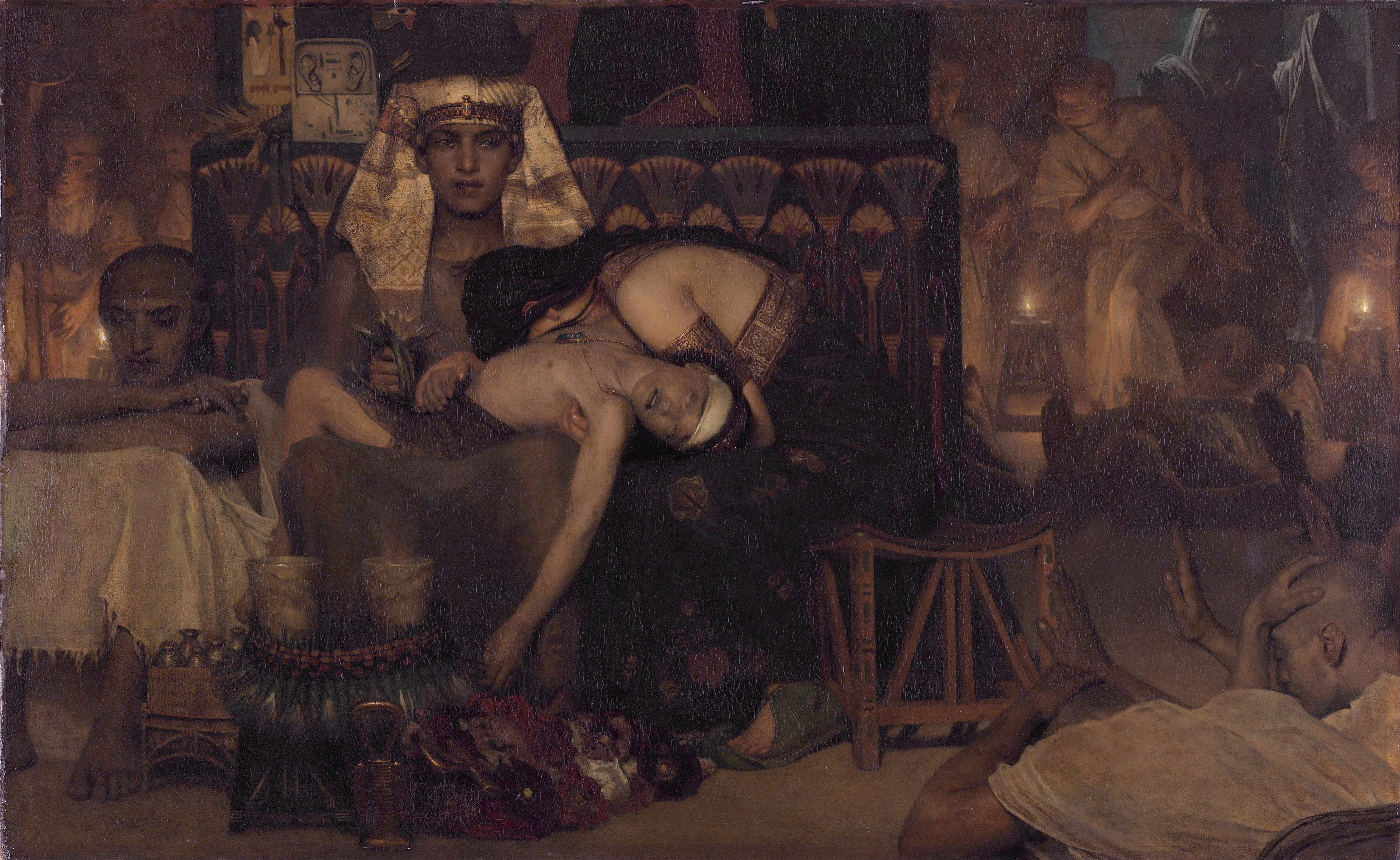
Death of the Pharaoh's Firstborn Son, L. Alma-Tadema (1872), Rijksmuseum.

Cette plaie ultime a été annoncée dès le début comme une menace, et enseignée à Moïse alors que celui-ci n'était pas encore retourné en Égypte : « j'endurcirai son coeur et il ne laissera pas partir le peuple. Tu annonceras au pharaon: Voici ce que dit l'Eternel: Israël est mon fils aîné. Je t'ordonne de laisser partir mon fils pour qu'il me serve. Si tu refuses de le laisser partir, je ferai mourir ton fils aîné. »

« Au milieu de la nuit, l'Eternel tua tous les premiers-nés en Egypte, depuis le fils aîné du pharaon qui siégeait sur son trône jusqu'au fils aîné du détenu dans sa prison et jusqu'à tous les premiers-nés des animaux. »

— Exode 12:29-36

« Il frappa les premiers-nés de l'Égypte, Depuis les hommes jusqu'aux animaux. »

— Psaumes 135:8

## Exégèse historico-critique

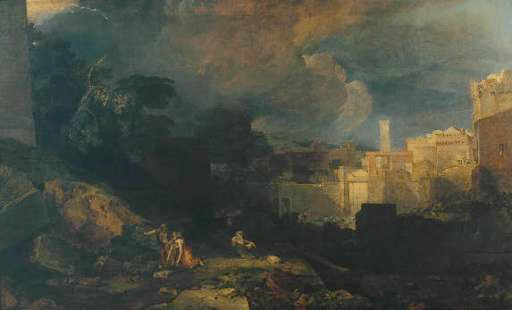
La Dixième Plaie d'Égypte par Joseph Turner.

Le récit des dix plaies est tantôt attribué à l'historiographie deutéronomiste, tantôt au Document sacerdotal.
Les neuf premières plaies sont classées en trois séries de trois (avec une amplification graduelle des motifs et des recours employés par le narrateur), préparant la dixième plaie qui est la seule que Dieu réalise directement : les neuf précédentes seraient une composition littéraire préparant la dernière, qui serait l'unique plaie originale.
La description de la destruction du peuple égyptien s'explique probablement comme une revanche symbolique contre un ennemi qui venait de triompher d'eux à la fin du règne du roi Josias, tué par le pharaon Nékao II alors qu'il tentait de négocier avec lui.
Le récit didactique des dix plaies, composé de plusieurs strates rédactionnelles (récits sacerdotaux et non-sacerdotaux), appartient probablement au registre littéraire du merveilleux et à la théologie métaphorique, comme le montre la structure progressive du récit. Ce récit littéraire se retrouve d'ailleurs dans d'autres péricopes bibliques (Psaumes 78:44-51, Psaumes 105:23-38, Psaumes 135:8 et Psaumes 136:10, Sg 11:5-15) qui montrent une certaine interdépendance. Il se retrouve aussi dans les traités assyriens de vassalité du VIIIe siècle av. J.-C. qui contiennent des bénédictions et des malédictions sanctionnant la conduite du vassal.

## Historicité
L'historicité des événements du Livre de l'Exode suscite des débats. Le récit des plaies raconte la victoire de YHWH sur la puissance suprême de l'époque et sur son souverain – le Pharaon considéré comme un être divin. Bien que ce récit soit très probablement à vocation non pas historique mais plutôt pédagogique, il est tentant d'en faire une lecture littéraliste ou d'en donner des explications rationnelles. De plus, il est possible que les auteurs bibliques aient couché sur le papier la mémoire populaire qui a immortalisé sous forme de mythes et de légendes différents événements naturels ou inexpliqués s'étendant sur plusieurs siècles. 

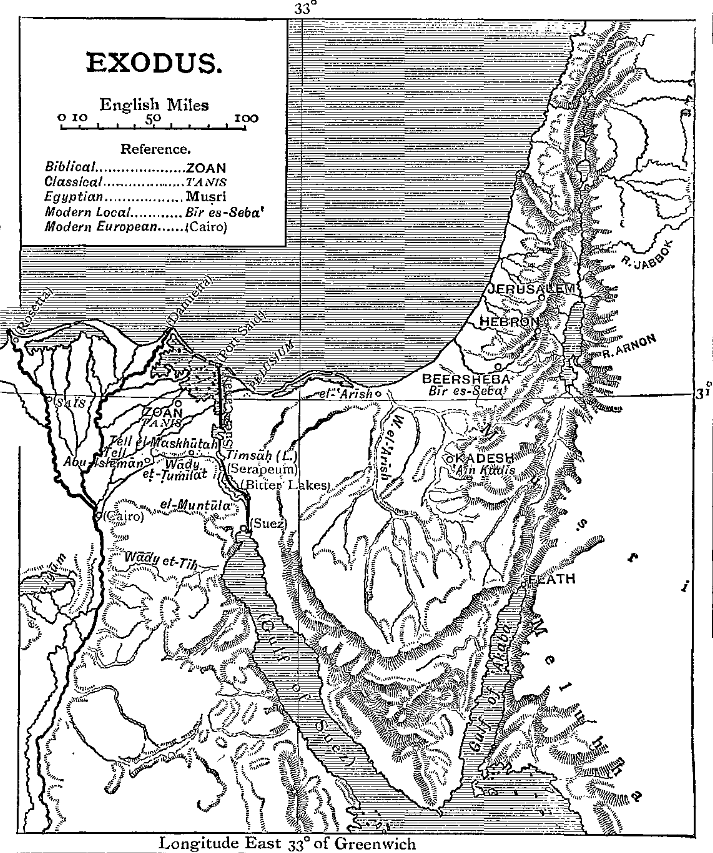
Carte de l'Exode dans lEncyclopaedia Biblica de 1903.

Plusieurs auteurs, scientifiques ou non, ont recherché des catastrophes naturelles correspondant à cette époque et susceptibles d'éclairer ce récit :
- Pour la première, une explication donnée est l'efflorescence d'algues rouges (de type Oscillatoria rubescens à l'origine de marées rouges) due à une augmentation de température, ou à une crue du Nil qui apporte du limon très fin (lui aussi de couleur rouge), ou bien à l'éruption minoenne (dont les dégagements d'acide sulfurique auraient pu oxyder les argiles et les roches ferreuses du lit du Nil, favorisant le lessivage et l'augmentation du fer dans les eaux du fleuve) ce qui avantage le développement de micro-organismes qui pompent l'oxygène de l'eau[16].
- La deuxième peut provenir du dérèglement climatique à l'origine des fortes pluies dues à l'éruption minoenne ou peut-être une cause directe de la première : les grenouilles fuient les eaux stagnantes et polluées par les poissons morts dont la décomposition est à l'origine de l'infection des batraciens par la bactérie charbonneuse, si bien que les grenouilles meurent à leur tour[17].
- Les troisième et quatrième plaies voient la pullulation d'insectes parasites (moustiques, taons) due à la disparition d'un de leurs prédateurs, la grenouille, et à la crue du Nil dont la montée des eaux favorise le développement larvaire des insectes.
- Les cinquième et sixième plaies peuvent s'expliquer par la multiplication d'insectes piqueurs (responsables de myiases ou de leishmanioses) et le caractère acide des pluies ou l'ingestion d'eau polluée par les animaux morts.
- La septième plaie peut être reliée à des orages mêlés de grêle et de foudre ou à une éruption volcanique (notamment  l'éruption minoenne) à l'origine d’orages de gros grêlons formés, non de glace, mais d’accrétions de cendres.
- La huitième plaie peut être associée à de grandes pluies favorables à la multiplication des sauterelles.
- Les ténèbres de la neuvième plaie peuvent avoir pour origine un temps orageux, un vent sec très poussiéreux, le khamsin, ou une éruption volcanique[18].
- Bien que les nouveau-nés soient fragiles et plus facilement touchés par les catastrophes provoquées par le Santorin, il est difficile d'expliquer pourquoi seuls les premiers-nés des familles ont été affectés. On peut y voir une coutume très ancienne de sacrifice propitiatoire[19] et l'interpréter comme une plaie théologique : en s'attaquant au premier-né qui représente l'avenir de chaque famille, YHWH montre sa toute puissance en exterminant symboliquement le peuple égyptien[20].
- La mort des premiers-nés pourrait s'expliquer par la prolifération de champignons dans les réserves limitées de céréales, dont seuls les aînés bénéficiaient : c'est une stratégie de survie attestée, en période de famine, de favoriser la survie des aînés[21].

## Dans la culture populaire

### Littérature
Bryan Perro s'est inspiré des dix plaies d'Égypte pour créer son roman de la série Amos Daragon, « Les dix plaies d'Enki ».

### Cinéma
Les dix plaies d'Égypte sont en partie mises en scène dans les films comme Les Dix Commandements (1956) de Cecil B. DeMille, Le Prince d'Égypte (1998) des studios DreamWorks, La Momie (1999) de Stephen Sommers, Les Châtiments (2007) de Stephen Hopkins, ou Exodus: Gods and Kings (2014) de Ridley Scott. 
Dans L'Abominable Docteur Phibes (1971) de Robert Fuest, le docteur Phibes assassine les chirurgiens dont il veut se venger en s'inspirant des dix plaies d’Égypte.
Dans Magnolia (1999) de Paul Thomas Anderson, le film actualise la pluie de grenouilles à notre période contemporaine.

### Télévision
Dans la série Supernatural (saison 6, épisode 3), les frères Winchester traquent un individu qui tue selon les plaies d'Égypte.
Dans la série Manifest (saison 4), les voyageurs font face aux plaies d'Égypte.

### Musique
La deuxième partie de l'oratorio de Haendel Israël en Égypte (Israel in Egypt), entièrement écrit en anglais et représenté pour la première fois en avril 1739 au King's Theatre de Londres, est consacrée aux Dix plaies d'Égypte.
Le double album 666 (1972) du groupe Aphrodite's Child comporte un morceau (face 2 du premier disque) intitulé The Battle of the Locusts inspiré par la huitième plaie.
La chanson Creeping Death du groupe Metallica, issue de leur album Ride the Lightning (1984), décrit les dix plaies d'Égypte du point de vue de l'Ange de la mort.
L'album Unto the Locust (2011) du groupe Machine Head, ainsi que son titre phare, Locust, est inspiré de la huitième plaie (« locust » signifiant « sauterelle » en anglais).
Dans l'album Plague Songs (en) (2006), une compilation de plusieurs artistes relatant, au travers de dix chansons, les dix plaies d'Égypte.

### Bande dessinée
Dans la série Le Voyage des pères de David Ratte, l'album l’« Exode selon Yona » utilise les dix plaies d’Égypte dans pour aborder l'Exode des Juifs vers Israël de manière humoristique. 
Le premier tome de la série L'Histoire secrète de Jean-Pierre Pécau et Igor Kordey, « Genèse » (qui aborde en réalité le Livre de l'Exode), adapte les dix plaies pour correspondre au synopsis de la série.

### Jeu vidéo
Dans Rusty Lake: Paradise (2016), les créateurs de Rusty Lake ont adapté les dix plaies d'Égypte à une sinistre intrigue.

## Dans l'histoire
Dix plaies est le nom initial (avant d'être rebaptisée « Yoav » suivant le surnom de l'officier Yitzhak Dubno) de la grande opération militaire du 15-22 octobre 1948 menée par l’armée israélienne pendant la Guerre israélo-arabe de 1948-1949 qui a suivi la création de l’État d’Israël.